# Wohin, kleines Pony?
Chansons représentant l'Autriche au Concours Eurovision de la chanson
Die ganze Welt braucht Liebe
(1958)
Wohin, kleines Pony? (« Où, petit poney » en allemand) est la chanson interprétée par le chanteur autrichien Bob Martin et dirigée par Carl de Groof pour représenter l'Autriche au Concours Eurovision de la chanson 1957 qui se déroulait à Francfort-sur-le-Main, en Allemagne de l'Ouest. C'est la première chanson représentant l'Autriche à l'Eurovision.
Elle est intégralement interprétée en allemand, langue nationale, comme le veut la coutume avant 1966.
Il s'agit de la cinquième chanson interprétée lors de la soirée, après Nunzio Gallo qui représentait l'Italie avec Corde della mia chitarra et avant Corry Brokken qui représentait les Pays-Bas avec Net als toen. À l'issue du vote, elle a obtenu 3 points, se classant dernière sur 10 chansons,. La chanson n'a jamais été enregistré en studio.